# China Global Television Network
A China Global Television Network (CGTN) egy kínai műsorszóró hálózat, amely 2016. december 31-én kezdte meg tevékenységét. A hazai közönségen túl a globális közvéleményt is megcélozta. Fő célja, hogy segítse az embereket abban, hogy jobban megérthessék Kínát, annak kultúráját, nyelvét és politikáját. A székhelye Pekingben van. Ezen kívül a világ több pontján is vannak irodái, mint például az egyesült államokbeli Washington-ban, Nairobiban és Londonban. A Kínai Kommunista Párt propaganda osztályának irányítása alatt áll.
A hírügynökség a párt nézőpontja szerint közöl cikkeket a jelenlegi problémákról, politikai helyzetekről. Emellett több kategóriában is oszt meg anyagokat: környezet, biológia, űrkutatás, tech, gazdaság, vélemény alapú cikkek, sport és utazás. Az oldalon továbbá még kínai nyelvtanulási anyagok is olvashatóak, viszont jelenleg ebből még nincs túl sok.
A CGTN hírcsatornája több, mint 160 országban érhető el, és anyagaik angol nyelven is olvashatóak, hallgathatóak. Számos felvett riportjukban külföldi professzorok, politikusok, hírbemondók is szerepelnek, tehát nem kifejezetten kínai személyektől hallhatunk híreket.
A kínai cég számos díjat is elnyert már, többek között amerikai versenyeken és pályázatokon (például: No Child Left Behind: Gold Camera Award winner for Best Documentary Short, U.S. International Film & Video Festival).
Médiaszabályozók , újságírói érdekvédelmi csoportok és mások 2018 óta azzal vádolják a CGTN-t, hogy a kínai kormány propagandáját és dezinformációt közvetít.

## Az Egyesült Államok kormánya által külföldi ügynökké nyilvánítás
2018-ban az Egyesült Államok Igazságügyi Minisztériuma utasította a CGTN America-t, a CGTN amerikai részlegét, hogy a Foreign Agents Registration Act (FARA) értelmében külföldi ügynökként regisztráltassa magát. 2019. február 1-jén a CGTN America FARA-bejelentéseiben közölte, hogy nem ért egyet az Igazságügyi Minisztérium döntésével, de ennek ellenére regisztráltatta magát. 2020-ban az Egyesült Államok Külügyminisztériuma a CGTN-t és anyavállalatát, a CCTV-t is külföldi missziónak minősítette.